# Maxima Caesariensis
Die Maxima Caesariensis war eine Provinz des Römischen Reiches im heutigen Großbritannien, die ihre Hauptstadt in Londinium, dem heutigen London hatte. Im Zuge der spätantiken Verwaltungsreform unter Kaiser Diokletian zu Anfang des 4. Jahrhunderts n. Chr. entstanden, umfasste die Provinz das heutige Südostengland.
Im Jahre 296 hatte der Adoptivsohn und Caesar des weströmischen Kaisers Maximian, Constantius Chlorus, die Provinz Britannia superior und damit ganz Britannien durch einen Sieg über den Usurpator Allectus zurückgewonnen. Bei seinem darauf folgenden Aufenthalt in Londinium, der damals größten römischen Stadt in Britannien, leitete er wahrscheinlich persönlich die Neuordnung der Provinzen in seinem Einflussbereich als Tetrarch ein.
Von einigen britischen Historikern wie Eric Birley wird angenommen, dass Britannia superior, das seit der Teilung der Provinz Britannia (Britannien) zur Zeit des Kaisers Septimius Severus existierte, vorerst in die Provinzen Britannia prima und Britannia Caesariensis geteilt worden war. Die Provinz mit der Hauptstadt Londinium erhielt also als Ausgleich für die Teilung vom Caesar persönlich ihren ehrenvollen Beinamen. Für die Existenz einer Britannia Caesariensis gibt es allerdings keine schriftlichen Belege. Zu Beginn des 4. Jahrhunderts n. Chr. ist bereits von zwei „caesarischen“ Provinzen die Rede, nämlich von Flavia Caesariensis und Maxima Caesariensis. Es könnte also der Beiname „Caesariensis“ für zwei aus der Teilung der Britannia Caesariensis entstandene Provinzen beibehalten worden sein. Auch der Ursprung der Benennung dieser beiden Provinzen als „Maxima Caesariensis“ und „Flavia Caesariensis“ liegt im Unklaren. Es wird jedoch als wahrscheinlich angenommen, dass sie nach dem Kaiser des weströmischen Reiches, Maximian, und nach Constantius Chlorus selbst, der eigentlich Flavius Valerius Constantius hieß, benannt wurden. So ergab sich dann zusammen mit Britannia prima und dem nördlichen Britannia secunda die bekannte Einteilung Britanniens in vier Provinzen, die allerdings später durch Herauslösung der Provinz Valentia aus der Provinz Britannia secunda auf fünf erhöht wurde.